# Сан-Патрисіо (округ, Техас)
Шаблон:StateAbbr_ 28°01′ пн. ш. 97°31′ зх. д. / 28.01° пн. ш. 97.52° зх. д.
Округ  Сан-Патрисіо (англ. San Patricio County) — округ (графство) у штаті  Техас, США. Ідентифікатор округу 48409.

## Історія
Округ утворений 1834 року.

## Демографія
За даними перепису 2000 року загальне населення округу становило 67138 осіб, зокрема міського населення було 53031, а сільського — 14107. Серед мешканців округу чоловіків було 33653, а жінок — 33485. В окрузі було 22093 домогосподарства, 17237 родин, які мешкали в 24864 будинках. Середній розмір родини становив 3,4.
Віковий розподіл населення поданий у таблиці:
| Стать    | До 15 років | 15-21 | 22-29 | 30-39 | 40-49 | 50-65 | 65-85 | Понад 85 |
| -------- | ----------- | ----- | ----- | ----- | ----- | ----- | ----- | -------- |
| Чоловіки | 8816        | 4105  | 3526  | 4985  | 4675  | 4459  | 2864  | 223      |
| Жінки    | 8368        | 3693  | 3278  | 4890  | 4521  | 4777  | 3492  | 466      |

## Суміжні округи
- Бі — північ
- Рефухіо — північ
- Аранзас — північний схід
- Нюесес — південь
- Джим-Веллс — південний захід
- Лайв-Оук — північний захід

## Виноски
1. ↑  https://web.archive.org/web/20180216143221/http://publications.newberry.org/ahcbp/documents/TX_Individual_County_Chronologies.htm
2. ↑  U.S. Decennial Census. United States Census Bureau. Процитовано 10 травня 2015.
3. ↑  Texas Almanac: Population History of Counties from 1850–2010 (PDF). Texas Almanac. Процитовано 10 травня 2015.
4. ↑  State & County QuickFacts. United States Census Bureau. Архів оригіналу за 28 липня 2011. Процитовано 24 грудня 2013. [Архівовано 2011-07-28 у Wayback Machine.](англ.) Наведено за англійською вікіпедією.
5. ↑  American FactFinder. Бюро перепису населення США. Архів оригіналу за 26 лютого 2012. Процитовано 31 січня 2008. [Архівовано 2008-05-21 у Wayback Machine.]

| США | Це незавершена стаття з географії США. Ви можете допомогти проєкту, виправивши або дописавши її. |